# Sphingonotus fuscus
Sphingonotus fuscus är en insektsart som beskrevs av Predtechenskii 1936. Sphingonotus fuscus ingår i släktet Sphingonotus och familjen gräshoppor.

## Underarter
Arten delas in i följande underarter:
- S. f. mistshenkoi
- S. f. fuscus